# Broșteni (okręg Jassy)
Broșteni – wieś w Rumunii, w okręgu Jassy, w gminie Vlădeni. W 2011 roku liczyła 440 mieszkańców.